# ДОТ № 127 (КиУР)

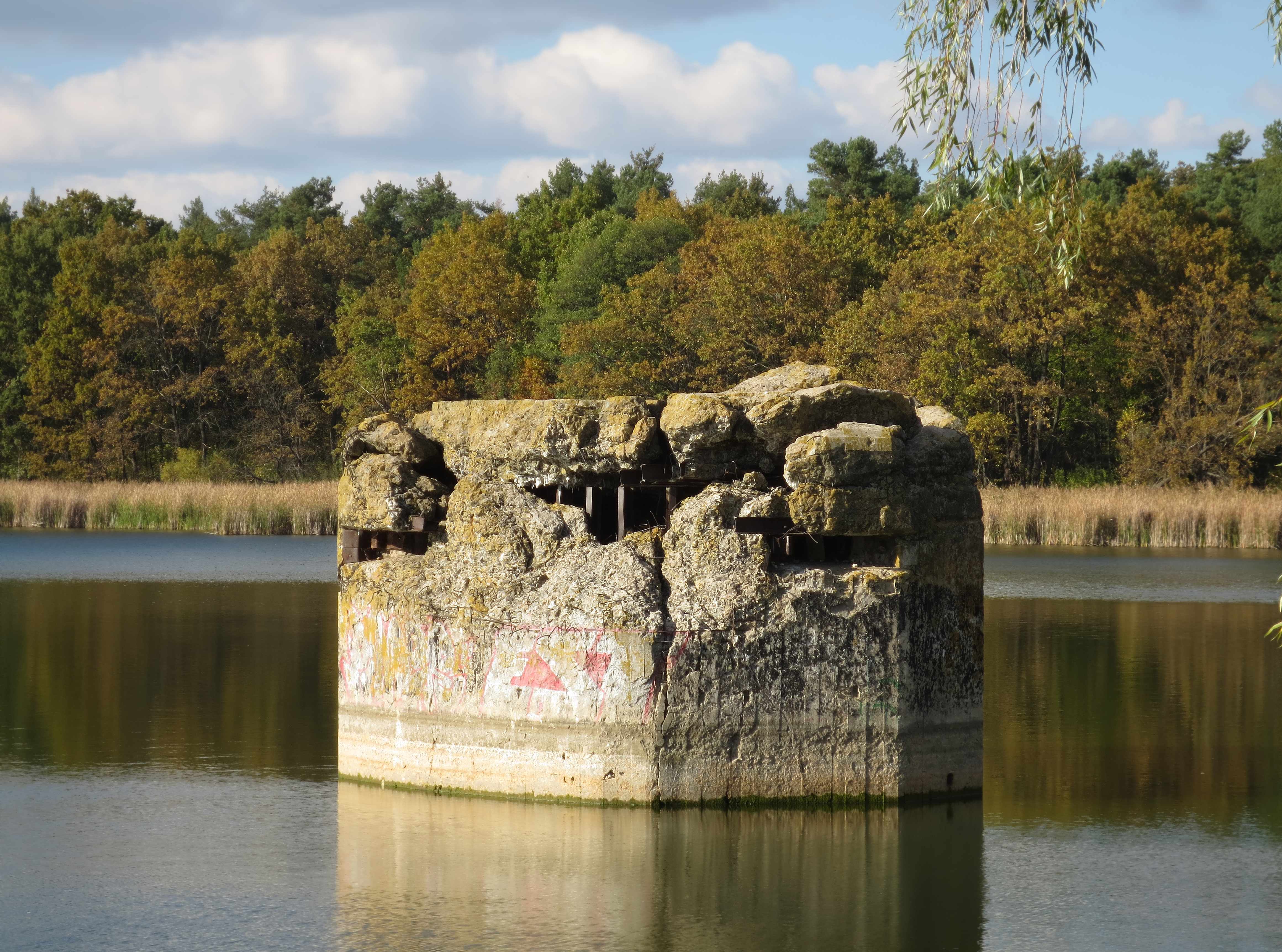
ДОТ № 127

50°17′5″ пн. ш. 30°31′5″ сх. д. / 50.28472° пн. ш. 30.51806° сх. д.
ДОТ № 127 — довготривала оборонна точка, що входила до складу першої лінії оборони Київського укріпленого району.

## Історія

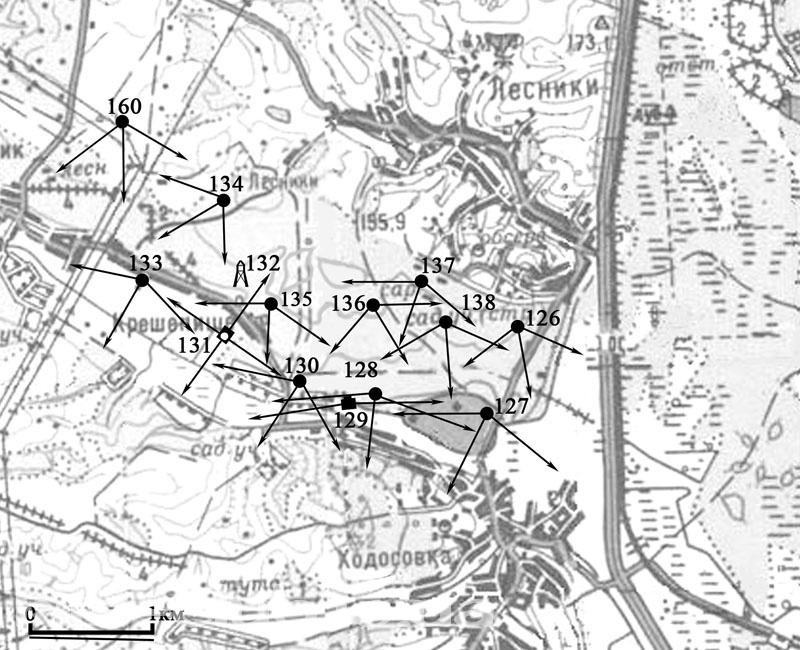
ДОТ № 127 у системі оборони 8-го БРО КиУР

Кулеметний ДОТ № 127 — одна з фортифікаційних споруд на південній ділянці КиУР. Це двоповерхова залізобетонна споруда з кількома приміщеннями всередині. Належить до типу «Б». Тобто споруда могла витримати 1 пряме влучання 203-мм гаубиці та мала протихімічне приміщення на випадок застосування супротивником отруйних газів. У ДОТ розташовані три амбразури для станкових кулеметів. Також є 2 амбразури для ручних кулеметів для оборони входу. Ця оборонна точка прикривала єдиний шлях із села Ходосівка до села Лісники, що пролягав через болото.
Організаційно ДОТ входив до складу 8-го батальйонного району оборони (БРО) КиУРа, що прикривав район села Кременище. На момент початку Німецько-радянської війни гарнізон складався із військовослужбовців 28-го окремого кулеметного батальйону КиУР. Під час першого генерального штурму КиУРа, що розпочав 29-й армійський корпус німців 4 серпня 1941 року, ДОТ оборонявся більше доби та не давав бойовим частинам 95-ї піхотної дивізії перейти через болото. Опівдні 5 серпня супротивник зміг таки знищити цю вогневу точку.

## Сьогодення
ДОТ напівзруйнований. Він оточений водами Ходосівського озера, яке створили у післявоєнні роки. Оповідання «Пятеро в ДОТе» (російською мовою), написане Блажієм А. К. та опублікованим у журналі «Радуга» № 2 у 1969 році, присвячене гарнізону ДОТ № 127.